# Le Saulcy
Le Saulcy ist eine französische Gemeinde in der Region Grand Est (bis 2015 Lothringen). Sie gehört zum Département Vosges, zum Arrondissement Saint-Dié-des-Vosges und zum Kanton Raon-l’Étape.

## Geografie
Die Hauptsiedlung liegt auf 453 m in den Vogesen, vier Kilometer westlich des 641 m hoch gelegenen Col du Hantz. Das stark bewaldete, knapp 10 km² umfassende Gemeindegebiet erstreckt sich unterhalb des Vogesen-Hauptkammes über die Täler der Rabodeau-Nebenflüsse La Grand Goutte und Le Bouchard. Die höchsten Erhebungen der Gemeinde finden sich im Nordosten an der Grenze zum Elsass (La Boulée 851 m, Südosthang des La Haute Loge 910 m).
Le Saulcy besteht aus den Ortsteilen und Weilern Saint-Jean du Mont, Le Harcholet, La Parrière und Quieux.
Nachbargemeinden von Le Saulcy sind Moussey im Norden, Plaine, Grandfontaine und La Broque im Nordosten, Belval im Südosten, Le Puid im Süden sowie Le Mont im Westen.

## Bevölkerungsentwicklung
| Jahr      | 1968 | 1975 | 1982 | 1990 | 1999 | 2011 | 2020 |
| Einwohner | 512  | 470  | 419  | 365  | 346  | 328  | 317  |

## Geschichte
Im Zweiten Weltkrieg gab es zwei französische Widerstandsgruppen, die Menschen auf dem Fluchthelferweg Sentier des Passeur von Salm im annektierten Elsass nach Moussey im besetzten Frankreich über die Grenze brachten und von den Alliierten an Fallschirmen abgeworfene Waffen in Empfang nahmen. Im Rahmen der Aktion Waldfest wurden 80 Männer aus le Saulcy im Jahr 1944 von Wehrmacht und SS verhaftet, in der Gestapokommandozentrale im nahegelegenen Schloss Belval gefoltert und nach Deutschland in Konzentrationslager deportiert. 57 Deportierte überlebten nicht.

## Sehenswürdigkeiten
- Kirche Saint-Jean-du Mont, auch für die Nachbargemeinden Belval und Le Mont zuständig
- Schloss Belval

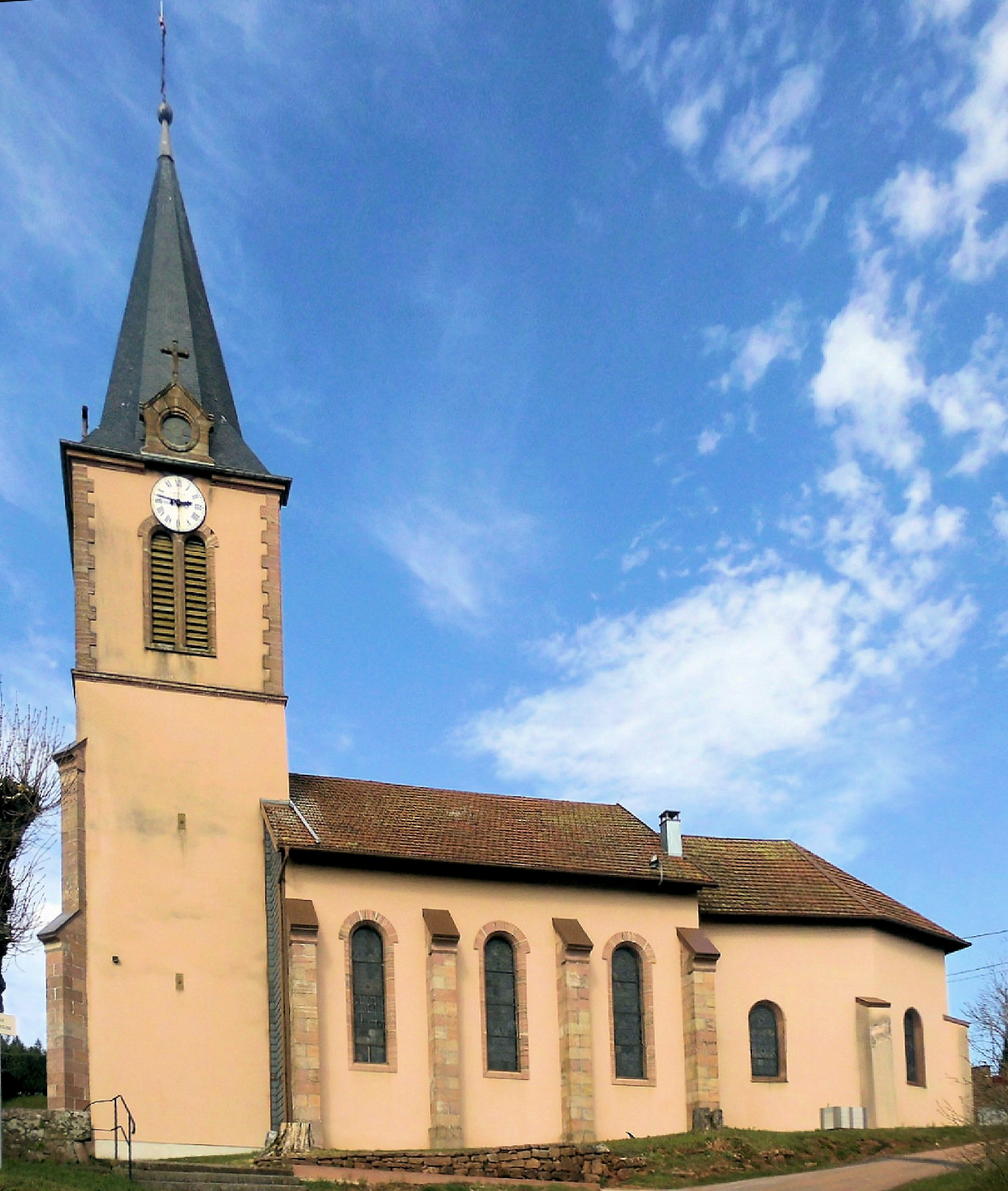
Kirche Saint-Jean-du-Mont
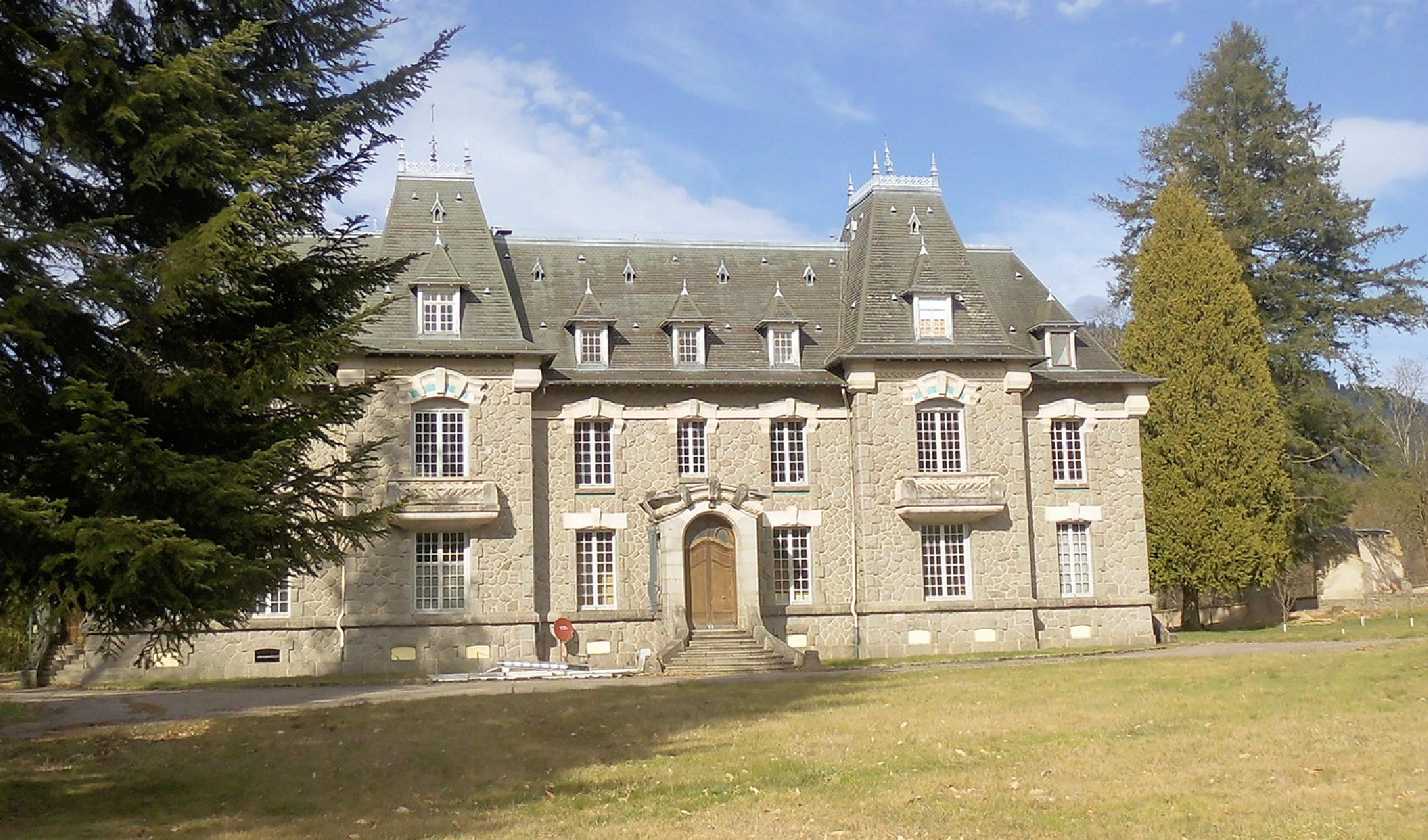
Schloss Belval
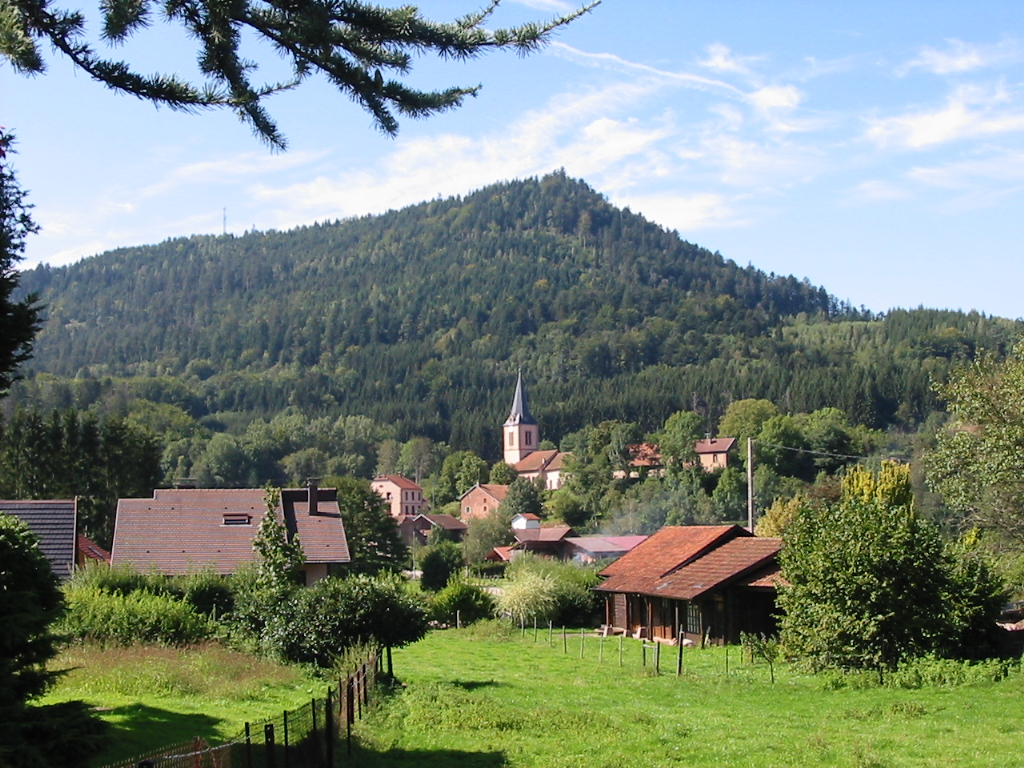
Blick auf den Ortsteil Saint-Jean du Mont